# Julien Rémont
Julien-Etienne Rémont (Luik, 13 november 1800 - Luik, 12 maart 1883), was een Belgisch architect uit de 19e eeuw.

## Biografie
Over het leven van Julien-Etienne Rémont is weinig bekend. Hij kreeg zijn opleiding van 1820-1824 aan de Koninklijke Academie voor Schone Kunsten in Luik. Op 6 juli 1824 trouwde hij met Marie Anne Clepers (1801-1885). Het echtpaar kreeg negen zonen en twee dochters.
Zijn eerste belangrijke opdracht kwam in 1827, toen hij een prijsvraag voor een nieuw stadhuis van Luxemburg won. In 1836 onderwees Rémont een jaar lang aan hetzelfde instituut waar hij gestudeerd had. Van 1837 tot zijn dood in 1883 was hij stadsarchitect van Luik. Als architect en stedenbouwkundige zette Rémont bijna een halve eeuw lang de toon voor de ontwikkeling van het stedelijke en monumentale landschap in Luik en omgeving. Tegen het einde van zijn loopbaan werkte hij veel samen met zijn zoon Denis-Joseph Rémont, onder de naam Rémont & Fils.

## Werken
- 1830-38: Stadhuis van Luxemburg
- vanaf 1837: diverse uitbreidingen van de Universiteit van Luik
- 1839-40: ontwerp plantentuin met serrecomplex, Luik
- vanaf 1849: ontwikkeling van nieuw waterdistributiesysteem te Luik; tevens saneringswerken in Oostende en andere steden
- 1857-61: uitbreiding van de Luikse schouwburg
- 1862: aanleg Parc de la Boverie, Luik
- 1867: verbouwing Koninklijk Theater Namen
- 1877-79: Entreegebouw Bonbonnière (voormalige stadsschouwburg), Maastricht (met W.J. Brender à Brandis)
- 1879: Villa Wyckerveld, Maastricht (met Denis-Joseph Rémont)
- 1883: Sociëteit Momus, Vrijthof, Maastricht (met D.-J. Rémont)
- 1884: Villa Lhoest, Blekerij, Maastricht (met D.-J. Rémont)

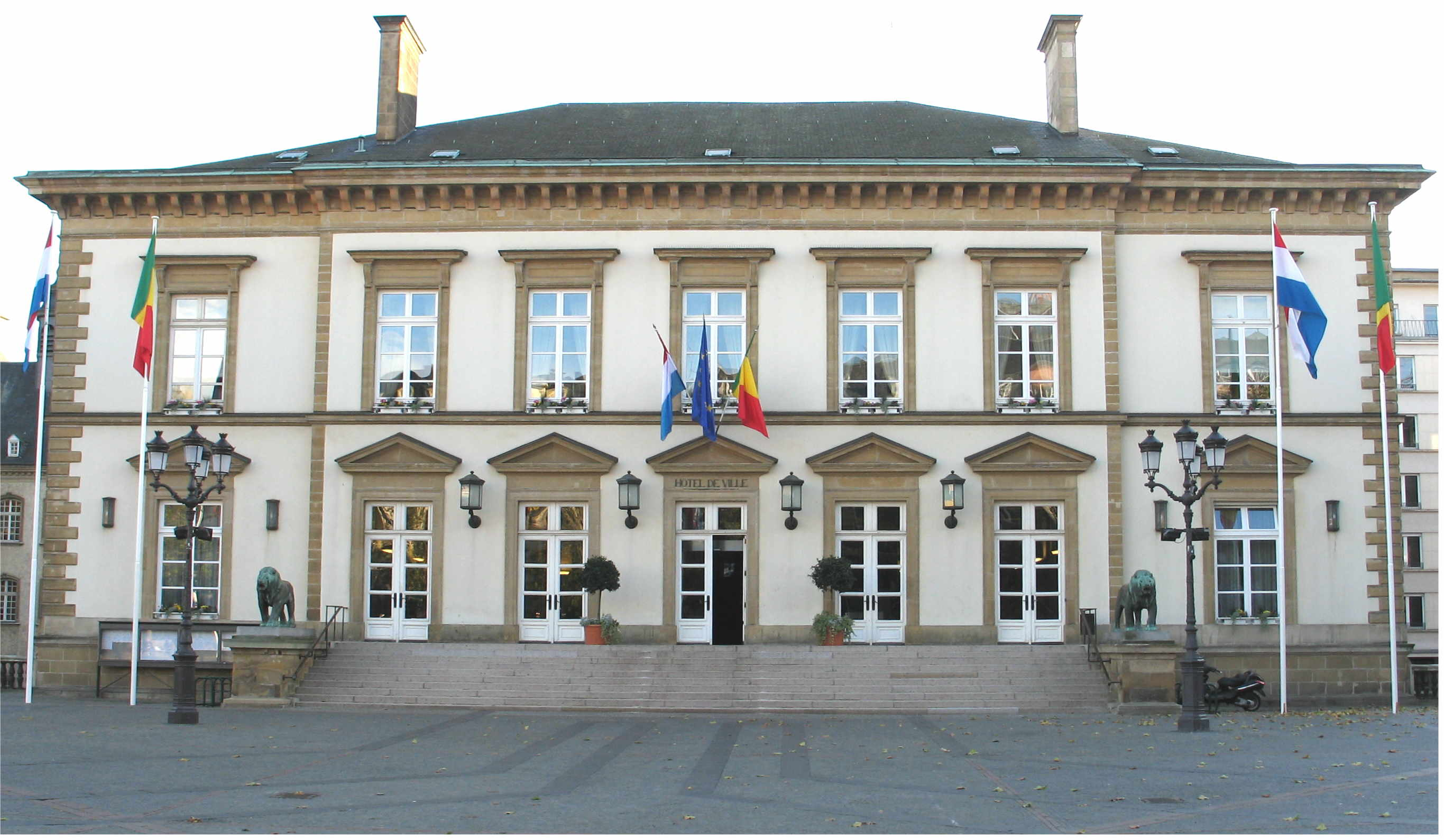
Stadhuis Luxemburg
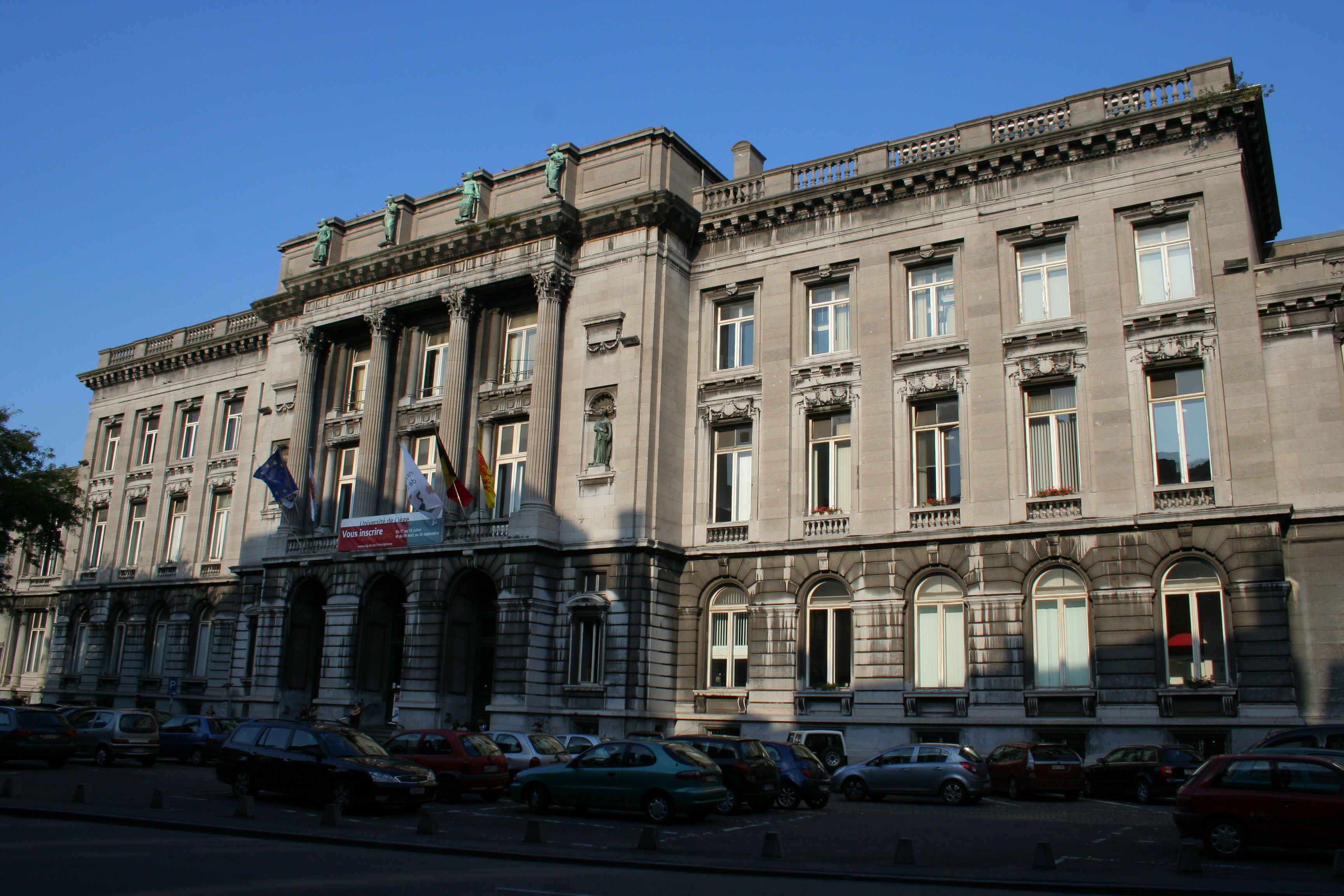
Universiteit Luik
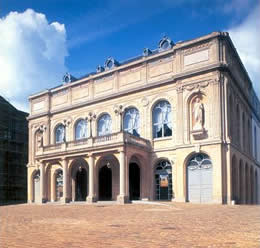
Theater Namen
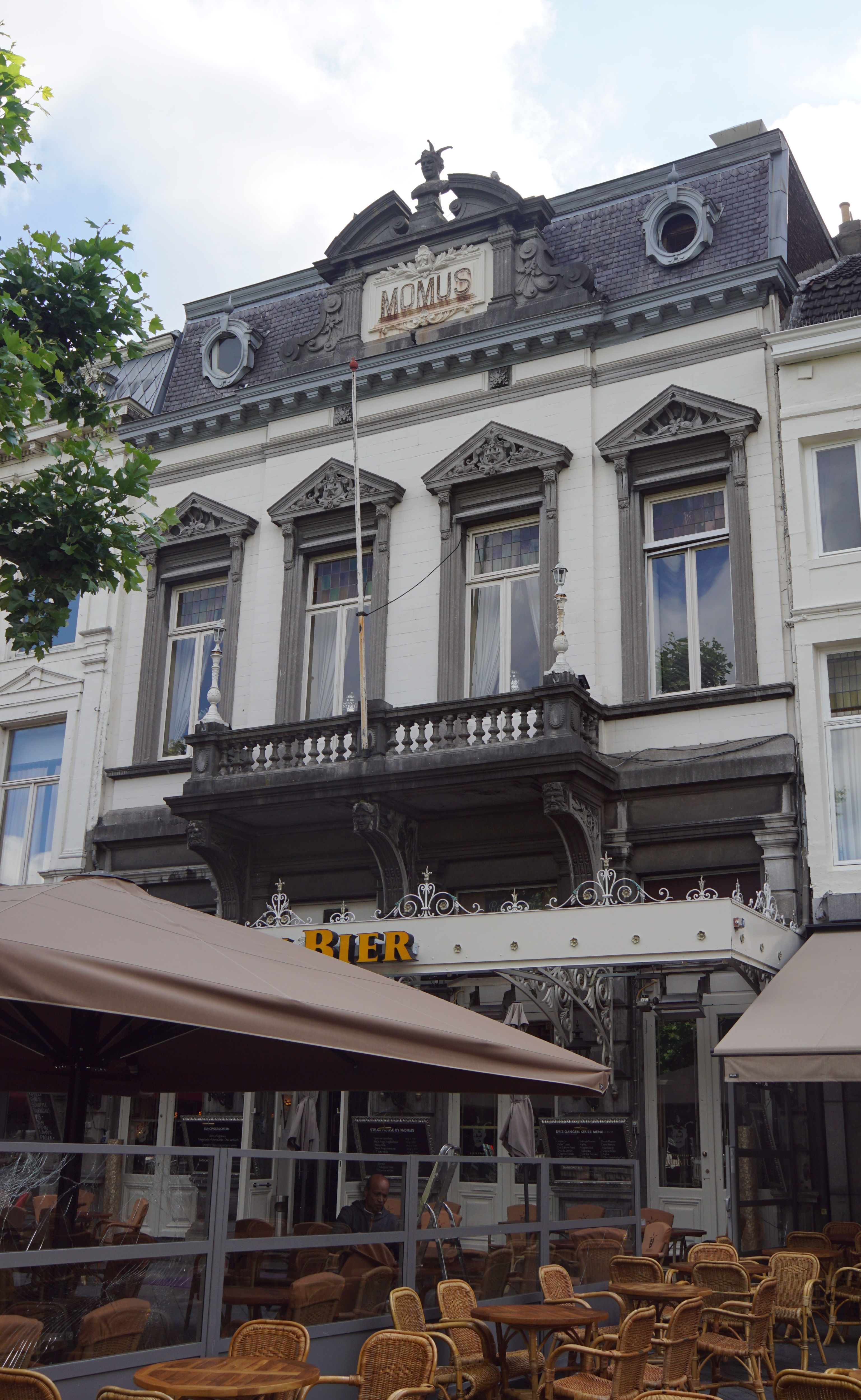
Momus Maastricht

## Trivia
- In Luik is de Quai Julien Rémont genoemd naar de architect.